# Křivkový integrál

Animace demonstrující význam křivkového integrálu skalárního pole

V matematice je křivkový integrál integrál skalárního nebo vektorového pole počítaný podél křivky zobecněním jednorozměrného integrálu. Křivkové integrály v rovině lze počítat pomocí křivkových integrálů funkcí komplexní proměnné.

## Definice
Mějme orientovanou křivku {\displaystyle k}, která je definována rovnicemi {\displaystyle x=\phi (t),y=\psi (t)} pro {\displaystyle t\in \langle \alpha ,\beta \rangle }. Na této křivce {\displaystyle k} nechť je definována funkce {\displaystyle z=f(x,y)}.
Křivku {\displaystyle k} rozdělíme na {\displaystyle n} oblouků {\displaystyle o_{1},o_{2},...,o_{n}} v bodech {\displaystyle A_{1},A_{2},...,A_{n-1}} s parametry {\displaystyle t_{1}<t_{2}<...<t_{n-1}}. Na každém oblouku {\displaystyle o_{i}} zvolíme bod {\displaystyle C_{i}} o souřadnicích {\displaystyle [\xi _{i},\eta _{i}]} a sestrojíme součty
{\displaystyle S_{x}=\sum _{i=1}^{n}f(\xi _{i},\eta _{i})(x_{i}-x_{i-1})=\sum _{i=1}^{n}f(\xi _{i},\eta _{i})[\phi (t_{i})-\phi (t_{i-1})]}
{\displaystyle S_{y}=\sum _{i=1}^{n}f(\xi _{i},\eta _{i})(y_{i}-y_{i-1})=\sum _{i=1}^{n}f(\xi _{i},\eta _{i})[\psi (t_{i})-\psi (t_{i-1})]}
{\displaystyle S_{s}=\sum _{i=1}^{n}f(\xi _{i},\eta _{i})(s_{i}-s_{i-1})}
kde {\displaystyle l_{i}=s_{i}-s_{i-1}=\int _{t_{i-1}}^{t_{i}}{\sqrt {{\phi ^{\prime }}^{2}(t)+{\psi ^{\prime }}^{2}(t)}}\mathrm {d} t} je délka oblouku {\displaystyle o_{i}}. Největší z délek {\displaystyle l_{k}} při daném dělení {\displaystyle d} nazveme normou dělení {\displaystyle d}, tzn. {\displaystyle \nu (d)=\max _{d}l_{k}}.
Pokud existuje takové číslo {\displaystyle I_{x}}, resp. {\displaystyle I_{y}}, resp. {\displaystyle I_{s}}, že k libovolnému {\displaystyle \varepsilon >0} lze najít takové {\displaystyle \delta >0}, že {\displaystyle \left|I_{x}-S_{x}\right|<\varepsilon }, resp. {\displaystyle \left|I_{y}-S_{y}\right|<\varepsilon }, resp. {\displaystyle \left|I_{s}-S_{s}\right|<\varepsilon } pro každé dělení {\displaystyle d}, pro které {\displaystyle \nu (d)<\delta } bez ohledu na volbu bodů {\displaystyle C_{k}} na {\displaystyle o_{k}}, pak říkáme, že existuje křivkový integrál funkce {\displaystyle f(x,y)} po křivce {\displaystyle k} vzhledem k {\displaystyle x}, resp. k {\displaystyle y}, resp. k {\displaystyle s}, což zapisujeme vztahy

Demonstrace významu křivkových integrálů

{\displaystyle I_{x}=\int _{k}f(x,y)\mathrm {d} x=\int _{k}f(\phi (t),\psi (t))\phi ^{\prime }(t)\mathrm {d} t}
{\displaystyle I_{y}=\int _{k}f(x,y)\mathrm {d} y=\int _{k}f(\phi (t),\psi (t))\psi ^{\prime }(t)\mathrm {d} t}
{\displaystyle I_{s}=\int _{k}f(x,y)\mathrm {d} s=\int _{k}f(\phi (t),\psi (t)){\sqrt {{\phi ^{\prime }}^{2}(t)+{\psi ^{\prime }}^{2}(t)}}\mathrm {d} t}
Integrál {\displaystyle I_{s}} označujeme jako křivkový integrál prvního druhu, integrály {\displaystyle I_{x},I_{y}} jako křivkové integrály druhého druhu. Je-li funkce {\displaystyle f(x,y)} spojitá na křivce {\displaystyle k}, pak uvedené integrály existují. Za integrál druhého druhu se považuje také integrál:
{\displaystyle \int _{k}\left[f(x,y)\mathrm {d} x+g(x,y)\mathrm {d} y\right]=\int _{k}f(x,y)\mathrm {d} x+\int _{k}g(x,y)\mathrm {d} y}.
Je-li křivka {\displaystyle k} uzavřená, pak k označení křivkového integrálu po této křivce užíváme integrační znak {\displaystyle \oint }.
Význam křivkových integrálů je demonstrován na obrázku. Obsah plochy, která je nad křivkou {\displaystyle k} ohraničena funkcí {\displaystyle z=f(x,y)}, je určen křivkovým integrálem prvního druhu, tedy integrálem {\displaystyle I_{s}}. Obsah (orientovaného) průmětu této plochy do roviny {\displaystyle xz}, resp. {\displaystyle yz}, je určen integrálem {\displaystyle I_{x}}, resp. {\displaystyle I_{y}}.

### Vlastnosti křivkových integrálů
Je-li {\displaystyle k} orientovaná křivka, kterou lze rozložit na dvě souhlasně orientované křivky {\displaystyle k_{1},k_{2}}, pak pro křivkové integrály druhého druhu platí
{\displaystyle \int _{k}f(x,y)\mathrm {d} x=\int _{k_{1}}f(x,y)\mathrm {d} x+\int _{k_{2}}f(x,y)\mathrm {d} x}
{\displaystyle \int _{k}f(x,y)\mathrm {d} y=\int _{k_{1}}f(x,y)\mathrm {d} y+\int _{k_{2}}f(x,y)\mathrm {d} y}
a podobně pro křivkové integrály prvního druhu
{\displaystyle \int _{k}f(x,y)\mathrm {d} s=\int _{k_{1}}f(x,y)\mathrm {d} s+\int _{k_{2}}f(x,y)\mathrm {d} s}
Jsou-li na křivce {\displaystyle k} definovány funkce {\displaystyle f_{1}(x,y),f_{2}(x,y)}, pak pro libovolné konstanty {\displaystyle c_{1},c_{2}}
{\displaystyle \int _{k}\left[c_{1}f_{1}(x,y)+c_{2}f_{2}(x,y)\right]\mathrm {d} x=c_{1}\int _{k}f_{1}(x,y)\mathrm {d} x+c_{2}\int _{k}f_{2}(x,y)\mathrm {d} x}
{\displaystyle \int _{k}\left[c_{1}f_{1}(x,y)+c_{2}f_{2}(x,y)\right]\mathrm {d} y=c_{1}\int _{k}f_{1}(x,y)\mathrm {d} y+c_{2}\int _{k}f_{2}(x,y)\mathrm {d} y}
{\displaystyle \int _{k}\left[c_{1}f_{1}(x,y)+c_{2}f_{2}(x,y)\right]\mathrm {d} s=c_{1}\int _{k}f_{1}(x,y)\mathrm {d} s+c_{2}\int _{k}f_{2}(x,y)\mathrm {d} s}
Označme jako {\displaystyle k^{\prime }} křivku, která má opačnou orientaci než křivka {\displaystyle k}. Při změně orientace křivky změní integrály druhého druhu své znaménko, tzn.
{\displaystyle \int _{k^{\prime }}f(x,y)\mathrm {d} x=-\int _{k}f(x,y)\mathrm {d} x}
{\displaystyle \int _{k^{\prime }}f(x,y)\mathrm {d} y=-\int _{k}f(x,y)\mathrm {d} y}
Integrály prvního druhu při změně orientace znaménko nemění, tzn.
{\displaystyle \int _{k^{\prime }}f(x,y)\mathrm {d} s=\int _{k}f(x,y)\mathrm {d} s}

### Zobecnění křivkových integrálů
Zobecnění křivkových integrálů na prostorové křivky je přímočaré. Je-li na oblasti {\displaystyle \Omega } definována spojitá funkce {\displaystyle f(x,y,z)} a křivka {\displaystyle k} zadaná parametricky vztahy {\displaystyle x=\phi (t),y=\psi (t),z=\omega (t)} pro {\displaystyle t\in \langle \alpha ,\beta \rangle }, pak křivkový integrál prvého druhu zapíšeme
{\displaystyle \int _{k}f(x,y,z)\mathrm {d} s=\int _{\alpha }^{\beta }f(\phi (t),\psi (t),\omega (t)){\sqrt {{\phi ^{\prime }}^{2}(t)+{\psi ^{\prime }}^{2}(t)+{\omega ^{\prime }}^{2}(t)}}\mathrm {d} t}
Křivkové integrály druhého druhu pak mají tvar
{\displaystyle \int _{k}f(x,y,z)\mathrm {d} x=\int _{\alpha }^{\beta }f(\phi (t),\psi (t),\omega (t))\phi ^{\prime }(t)\mathrm {d} t}
{\displaystyle \int _{k}f(x,y,z)\mathrm {d} y=\int _{\alpha }^{\beta }f(\phi (t),\psi (t),\omega (t))\psi ^{\prime }(t)\mathrm {d} t}
{\displaystyle \int _{k}f(x,y,z)\mathrm {d} z=\int _{\alpha }^{\beta }f(\phi (t),\psi (t),\omega (t))\omega ^{\prime }(t)\mathrm {d} t}

### Užití křivkových integrálů
Křivkové integrály mají široké využití v diferenciální geometrii, např. výpočet délky křivky či obsahu plochy, a ve fyzice, např. výpočet hmotnosti, těžiště a statických momentů nebo setrvačnosti tělesa, či výpočet vykonané práce podél dráhy, rovné křivkovému integrálu vektoru síly podle dráhy.

## Diferenciální geometrie
V diferenciální geometrii hrají důležitou roli integrály prvního druhu (integrály ze skalárního pole podél křivky, neorientované) a integrály druhého druhu (integrály z vektorového nebo obecně tenzorového pole podél křivky, orientované).

### Integrál prvního druhu
Nechť {\displaystyle F:\mathbb {R} ^{3}\rightarrow \mathbb {R} } je skalární pole podél jednoduché po částech hladké křivky {\displaystyle C} parametrizované zobrazením {\displaystyle \mathbf {r} (t):<a,b>\rightarrow \mathbb {R} ^{3}}, pro které je {\displaystyle \mathbf {r'} (t)} nenulové pro každé {\displaystyle t}. Potom křivkový integrál prvního druhu píšeme následovně, přičemž integrál elementu délky křivky {\displaystyle \mathrm {d} s} je roven délce křivky:
{\displaystyle \int _{C}F\ \mathrm {d} s=\int \limits _{a}^{b}F(\mathbf {r} (t))|{\frac {\mathrm {d} \mathbf {r} (t)}{\mathrm {d} t}}|\mathrm {d} t\ \ \ \ \ }{\displaystyle \ \ \ \ \ \mathbf {r} (t)=[x(t),y(t),z(t)]\ \ \ \ \ }{\displaystyle \ \ \ \ \ \int _{C}\mathrm {d} s=l(C)},
kde {\displaystyle \mathrm {d} s={\sqrt {(dx)^{2}+(dy)^{2}+(dz)^{2}}}={\sqrt {x'(t)^{2}+y'(t)^{2}+z'(t)^{2}}}\ \mathrm {d} t},
neboť {\displaystyle dx=x'(t)\ \mathrm {d} t},{\displaystyle \ dy=y'(t)\ \mathrm {d} t},{\displaystyle \ dz=z'(t)\ \mathrm {d} t}.
Výsledná hodnota integrálu nezávisí na parametrizaci, ale pouze na křivce, podél které se integruje. Integrál skalárního pole po křivce vzniklé napojením dvou křivek v jednom bodě je součtem jednotlivých integrálů podél napojených křivek. Hodnota integrálu nezávisí na směru integrace (orientaci křivky).

### Integrál druhého druhu

Oranžová křivka C zobrazuje trajektorii částice uvnitř vektorového pole. Částice se pohybuje z bodu a do bodu b podél křivky a probíhá vektorovým polem F. Níže napravo sledujeme vektor z pohledu částice. Při změně směru se šipky os otáčejí. Modrá šipka znázorňuje aktuální orientaci částice vzhledem k poli F. Dole se zelenou barvou tvoří křivka podle směru cesty částice (křivka C). Vytvořená křivka zelenou barvou je ekvivalentní křivkovému integrálu.

Nechť {\displaystyle \mathbf {F} :\mathbb {R} ^{3}\rightarrow \mathbb {R} ^{3}} je vektorové pole podél jednoduché po částech hladké křivky {\displaystyle C} parametrizované zobrazením {\displaystyle \mathbf {r} (t):<a,b>\rightarrow \mathbb {R} ^{3}}, pro které je {\displaystyle \mathbf {r'} (t)} nenulové pro každé {\displaystyle t}. Potom křivkový integrál druhého druhu píšeme následovně:
{\displaystyle \int _{C}\mathbf {F} \cdot \mathrm {d} \mathbf {r} =\int \limits _{a}^{b}\mathbf {F} (\mathbf {r} (t))\cdot {\frac {\mathrm {d} \mathbf {r} (t)}{\mathrm {d} t}}\mathrm {d} t},
kde {\displaystyle \mathrm {d} \mathbf {r} =(dx,dy,dz)}.
Výsledná hodnota integrálu nezávisí na parametrizaci, ale pouze na orientaci křivky, podél které se integruje. Integrál vektorového pole po křivce vzniklé napojením dvou stejně orientovaných křivek v jednom bodě je součtem jednotlivých integrálů podél napojených křivek. Hodnota integrálu při změně směru integrace (orientace křivky) změní znaménko.

### Transformace integrálu II. druhu
Integrál 2. druhu lze vždy převést na integrál 1. druhu pomocí skalárního součinu vektorového pole a tečného vektoru křivky:
{\displaystyle \int _{C}\mathbf {F} \cdot \mathrm {d} \mathbf {r} =\int _{C}\mathbf {F} \cdot (\mathbf {\tau } \mathrm {d} s)=\int _{C}(\mathbf {F} \cdot \mathbf {\tau } )\mathrm {d} s=\int _{C}F_{t}\ \mathrm {d} s}.
Počítáme-li křivkový integrál 2. druhu z konzervativního pole (nevírového), které je gradientem funkce {\displaystyle F} (potenciálu), na křivce s počátečním bodem A a koncovým bodem B, lze psát:
{\displaystyle \int _{C}\mathbf {F} \cdot \mathrm {d} \mathbf {r} =\int _{C}\mathbf {grad} \ F\cdot \mathrm {d} \mathbf {r} =\int \limits _{A}^{B}dF=F(B)-F(A)},
kde {\displaystyle dF} je totální diferenciál funkce {\displaystyle F}, integrál pak nezávisí na cestě (křivce), ale jen na hodnotách potenciálu počátečního a koncového bodu.
Počítáme-li křivkový integrál 2. druhu z nekonzervativního pole (vírového) po uzavřené křivce (tzv. cirkulaci), můžeme použít klasickou Stokesovu větu:
{\displaystyle \oint _{C}\mathbf {F} \cdot \mathrm {d} \mathbf {r} =\iint _{S}\mathbf {rot} \ \mathbf {F} \cdot \mathrm {d} \mathbf {S} }.

## Komplexní analýza
V komplexní analýze se operuje s křivkovými integrály z funkce komplexní proměnné přes křivky v komplexní rovině. Křivkový integrál z holomorfní funkce {\displaystyle f(z)} po křivce {\displaystyle C(t)}, kde {\displaystyle t} je její parametr probíhající interval {\displaystyle <a,b>}:
{\displaystyle \int _{C}f(z)\,\mathrm {d} z=\int \limits _{a}^{b}f(z(t)){\frac {\mathrm {d} z(t)}{\mathrm {d} t}}\,\mathrm {d} t},
kde se integruje zvlášť reálná a imaginární část. Jde-li o uzavřenou křivku, potom se používá značení:
{\displaystyle \oint _{C}f(z)\,\mathrm {d} z}.
Komplexní křivkové integrály lze zpravidla snadno počítat pomocí primitivní funkce, jako (reálné) křivkové integrály II. druhu, pomocí Greenovy věty, Cauchyovy věty, reziduové věty, nebo pomocí Cauchyova vzorce. Pokud integrační křivka splývá na některém svém úseku s reálnou osou, lze v určitých případech pomocí komplexních integrálů počítat integrály reálné.

### Příklad
Mějme funkci {\displaystyle f(z)=1/z} a křivku {\displaystyle C} definovanou jako jednotkovou kladně orientovanou kružnici se středem v počátku, která je parametrizována jako {\displaystyle e^{it}}, kde parametr {\displaystyle t} probíhá interval {\displaystyle <0,2\pi >}:
{\displaystyle \oint _{C}f(z)\,\mathrm {d} z=\int \limits _{0}^{2\pi }{1 \over e^{it}}ie^{it}\,\mathrm {d} t=\int \limits _{0}^{2\pi }i\,\mathrm {d} t=2\pi i},
což lze rovněž ověřit Cauchyovým vzorcem.